# Vilim Harangozo
Vilim Harangozo, född 25 januari 1925 i Subotica i Jugoslavien, död 14 januari 1975 i Belgrad, var en jugoslavisk bordtennisspelare. Han var världsmästare i dubbel och senare tränare för tyska landslaget.
Han spelade sitt första VM 1948 och 1959, 11 år senare sitt 8:e och sista. Under sin karriär tog han 4 medaljer i Bordtennis VM; 1 guld, 2 silver och 1 brons.

## Spelarkarriär
Harangozo vann flera jugoslaviska mästerskap. 1954 vann han i Internationella tyska mästerskapen i Berlin singeltiteln, i finalen vann han mot flerfaldige världsmästaren Richard Bergmann och dubbeltiteln med Josip Vogrinc. 1960 vann han dubbeltiteln igen. Före andra världskriget fick han delta i det ungerska mästerskapet. 1942 vann han med sin bror Tibor det ungerska mästerskapet i dubbel. Samma år blev han med klubben SZABADKAI és Torna Athletic Club ungersk mästare i lag.

## Tränarkarriär
När han slutade sin karriär som bordtennisspelare fick han jobb som förbundskapten för det jugoslaviska landslaget. 1965 anställdes han av det tyska bordtennisförbundet (Deutscher Tischtennis-Bund, DTTB) som tränare för det tyska landslaget. Under sin tid som tränare för dem kom de tvåa i lagtävlingen i Bordtennis-VM 1969. I augusti 1971 avgick han och ersattes av Hans Alsér.

## Privatliv
Vilim Harangozo hade en äldre bror Tibor Harangozo (1922–1978) som deltog i tre bordtennis-VM 1939, 1948 och 1949 med en silvermedalj från lagtävlingen 1939 som främsta merit.

## Meriter
- Bordtennis-VM
  - 1948 i London
    - kvartsfinal dubbel
    - 5:e plats med det jugoslaviska laget

  - 1949 i Stockholm
    - kvartsfinal dubbel
    - kvartsfinal mixed dubbel
    - 7:e plats med det jugoslaviska laget

  - 1951 i Wien
    - 2:a plats mixed dubbel (med Ermelinde Rumpler-Wertl)
    - 3:e plats med det jugoslaviska laget

  - 1953 i Bukarest
    - kvartsfinal singel
    - kvartsfinal dubbel
    - 5:e plats med det jugoslaviska laget

  - 1954 i London
    - 1:a plats dubbel med (med Žarko Dolinar)
    - 4:e plats med det jugoslaviska laget

  - 1955 i Utrecht
    - 2:a plats dubbel (med Žarko Dolinar)
    - 5:e plats med det jugoslaviska laget

  - 1957 i Stockholm
    - 5:e plats med det jugoslaviska laget

  - 1959 i Dortmund
    - 5:e plats med det jugoslaviska laget

- Bordtennis EM
  - 1958 i Budapest
    - 3:e plats singel

- Internationella Tyska Mästerskapen
  - 1954 i Berlin – 1:a plats singel, 1:a plats dubbel med Josip Vogrinc